# Mediador de Poder
Mediador de Poder (inglés: Power Broker) es el nombre de dos personajes ficticios que aparecen en los cómics estadounidenses publicados por Marvel Comics. El concepto de "Mediador de Poder" fue ideado por Mark Gruenwald como una sátira sobre la obsesión del público por la salud y el fitness.
En la serie de Marvel Cinematic Universe The Falcon and the Winter Soldier, el título de Mediador de Poder es usado por Sharon Carter (interpretada por Emily VanCamp).

## Historial de publicaciones
La versión de Curtiss Jackson de Mediador de Poder apareció por primera vez en Machine Man # 6 (septiembre de 1978) y fue creada por Roger Stern y Sal Buscema.
El segundo Mediador de Poder apareció por primera vez en Avengers: The Initiative Annual # 1 (enero de 2008) y fue creado por Dan Slott y Christos N. Gage.

## Biografía ficticia

### Curtiss Jackson
Curtiss Jackson nació en Charlotte, Carolina del Norte. Se convirtió en un criminal profesional y ejecutivo de la organización criminal conocida como Corporación. Como miembro de la Corporación, Jackson intenta tomar el control de Machine Man. Con Eugene Stivak, Moonstone y Vamp, más tarde lucha contra el Capitán América, Marvel Man, Falcon y Hulk. Jackson secuestra a Trish Starr y vuelve a luchar contra Hulk y Machine Man.
Jackson funda la Corporación Mediador de Poder. Contrata al Dr. Karl Malus, un científico loco que ha experimentado con varios individuos sobrehumanos, para aumentar tecnológicamente la fuerza de los clientes que pagan a niveles sobrehumanos. El proceso de aumento de fuerza es tremendamente arriesgado, ya que la mitad de los sujetos mueren o se deforman gravemente, pero esta información se mantiene en un secreto muy bien guardado. Mediador de Poder y Malus usan drogas altamente adictivas en sus sujetos, diciéndoles que el químico es necesario para estabilizar sus poderes, pero de hecho solo sirve para mantener a los sujetos trabajando y pagando por el Mediador de Poder. Muchos luchadores de la Federación de Lucha Clase Ilimitada, que solo está disponible para aquellos con superpoderes, utilizan los servicios de Mediador de Poder y terminan en deuda con ellos.
El Mediador de Poder ofrece a Sharon Ventura una fuerza sobrehumana. Según los informes, ha sufrido abusos sexuales mientras estaba drogada. Ella se libera antes de que Malus pueda administrar la droga adictiva, por lo que el Mediador de Poder envía a las Grapplers para matarla. Power Broker más tarde secuestra a Hombre Demolición, y lucha contra el Capitán América y Shroud cuando vienen a rescatarlo.
Cuando Mediador de Poder, Inc. es atacado por el Azote del Inframundo, Curtiss Jackson se expone a su propio dispositivo de aumento. El proceso sale mal, dejándolo tan grotescamente con los músculos que no puede moverse. Se reveló que Jackson era un paciente del Hospital del Condado de Los Ángeles. Malus decidió aprovechar esta situación enviando a Vagabond, que conocía a Jackson (habiendo abordado previamente a él para obtener una superfuerza ella misma), para obtener una copia de sus huellas dactilares para que Malus pudiera acceder a todas las cuentas y bóvedas personales de Jackson. Usó una pulsera explosiva para forzar la cooperación de Vagabond, pero ella logró noquear a Malus, destruir el molde de huellas dactilares, colocar la pulsera en su muñeca y inyectarle la droga que había planeado usar en ella.
El Mediador de Poder le rompió las piernas a Malus por su traición, y luego lo volvió a contratar para tratar de curar la condición de Jackson. Malus capturó y experimentó con varios individuos aumentados, incluido Battlestar para perfeccionar el proceso de disminución, que atrajo la participación de U.S. Agent. Jackson apareció, se reveló que estaba usando un exoesqueleto para moverse. Juntos, Battlestar y el Agente derrotaron a Jackson y liberaron a los luchadores capturados, y obligaron a Malus a recuperar sus fuerzas. Luego, U.S. Agent destruyó el equipo y los registros de Malus, dejando a Jackson en un estado sobreaumentado.
El Mediador de Poder ha sido responsable de proporcionar secuaces aumentados a varias organizaciones criminales, como el Sweatshop, y las herramientas eléctricas.
El Mediador de Poder se reveló más tarde como uno de los jefes de división de Cráneo Rojo.
Jackson resurgió siguiendo la historia de Máxima Seguridad, cuando la Tierra se convirtió en una colonia penal intergaláctica. Su volumen extramuscular se había despojado de las apariencias, dejándolo con un aspecto normal una vez más. Al ver la oportunidad de reclutar a muchos de los prisioneros exóticos abandonados por los Kree y otras razas alienígenas, Jackson corrió a un área que sus computadoras determinaron que tendría una gran cantidad de llegadas. Desafortunadamente para Jackson, los alienígenas no estaban contentos de haber sido arrojados a la Tierra y lo atacaron. Haciéndose el muerto, Jackson se encontró con un organismo parásito (Jackson lo llama un extraterrestre, pero el agente estadounidense creía que era un experimento de S.H.I.E.L.D. escapado para controlar a los criminales extraterrestres) que había perdido a su anfitrión. A cambio de convertirse en su anfitrión, a Jackson se le concedería el uso de la semilla del parásito para infectar y controlar a otros. En su plan para apoderarse del mundo, Jackson pasó de contrabando los engendros del parásito a una base de HYDRA y un grupo rebelde de la Atlántida. Estas operaciones fueron interrumpidas por S.T.A.R.S. y su agente principal, U.S. Agent, lo que llevó al grupo a derribar al Mediador de Poder una vez más.
Punisher luego mata y se hace pasar por Jackson para infiltrarse en una subasta de supervillanos que se lleva a cabo en Long Island.

### Sucesor
Se sabe muy poco sobre este Mediador de Poder aparte de que usa un traje de batalla y puede proyectar rayos de energía de sus manos. Este nuevo Mediador de Poder aparentemente se ha apoderado de Mediador de Poder, Inc. Fue el responsable de darle a Paul Brokeridge una superfuerza para luchar en la Federación Lucha de Clase Ilimitada, un movimiento que llevó a Paul a alcanzar el campeonato y luego a ser lisiado por un luchador más fuerte. También fue responsable de darle superpoderes al hermano de Paul, Roger, donde Roger se convirtió más tarde en el superhéroe Hardball.
Mediador de Poder procede a invertir en Hench, una aplicación móvil que permite a las personas contratar supervillanos rápidamente. Demuestra su invento a Darren Cross al enlistar a Torbellino para matar al némesis de Cross, Ant-Man. Cuando Cross se niega a invertir al menos 1.200 millones de dólares en Hench, Power Broker finaliza la demostración y cancela el intento de asesinato de Ant-Man por parte de Torbellino. Una publicista llamada Marlena Howard luego usa a Hench para contratar al hijo del Mágico para que organice un ataque contra Darla Deering.
La falta de voluntad de Cross para invertir en la aplicación Hench incita a su hijo Augustine a contratar a Machinesmith para piratear las bases de datos del Mediador de Poder, Inc. para que Empresas Tecnológicas Cross pueda robar el algoritmo Hench y usarlo para crear una imitación llamada "Lackey". Durante una reunión con Slug, que había usado a Hench para contratar al nuevo Secuestrador para robar un huevo Giganto, Mediador de Poder se entera de la traición de Cross, lo que lo enfurece hasta el punto de ordenar el lanzamiento prematuro de "Hench 2.0".
Más tarde, Mediador de Poder celebró un evento para promover la nueva actualización Hench 2.0. Para proteger la presentación, usó la aplicación Hench para contratar a una femenina Blacklash.
Cassandra Lang intenta obtener habilidades de Mediador de Poder II con la intención de traicionarlo. Sin embargo, Mediador de Poder II se da cuenta de que no tiene lo que se necesita para ser una villana. En cambio, Mediador de Poder II le dice que Darren Cross le ha robado el corazón y que su padre se lo ocultó. Como Darren Cross le había robado algo, hace un trato con ella... le dará poderes para hacer lo que quiera. A cambio, debe recuperar el objeto que Darren le quitó y, en el proceso, vengarse de él. Ella elige recuperar sus antiguos poderes porque no quiere aprender un nuevo conjunto de poderes. Cassandra Lang recibe un traje nuevo y un casco similar al de su padre mientras luce el nuevo nombre de Stinger.
En un evento público, Mediador de Poder reveló la aplicación Hench X que permite a cualquiera convertirse en supervillano. Lo prueba con un ex empleado de una tienda de cómics llamado Paul, que termina convirtiéndose en el segundo Hombre Planta que luego se desató cuando Ant-Man apareció para interrogar al Mediador de Poder sobre asuntos personales.
Algún tiempo después, Mediador de Poder se quedó sin fondos para su aplicación Hench y huyó a su isla secreta donde comenzó a trabajar en una aplicación para la reserva de viajes de supervillanos. Desafortunadamente, sus inversores rechazaron la idea. Al rastrear al Mediador de Poder, Stinger lo sometió.

## Poderes y habilidades
La versión de Curtiss Jackson de Mediador de Poder era un hombre común hasta que se expuso a su propio proceso de aumento de la fuerza química y de la radiación. Esto le otorgó una fuerza y durabilidad sobrehumanas, pero lo dejó con un físico musculoso grotescamente sobredesarrollado que lo incapacita para moverse sin ayudas artificiales. El Dr. Karl Malus inventó un poderoso exoesqueleto de aleación de acero con controles de lengua y capacidades de vuelo para permitir que el Mediador de Poder se mueva. Jackson se las ha arreglado para disminuir su tamaño y ya no usa el exoesqueleto. Jackson fue brevemente el anfitrión de un organismo parásito. Esto le permitió controlar mentalmente a cualquier persona infectada con el engendro del organismo. Jackson tiene un título universitario en administración de empresas y es un administrador y planificador altamente capacitado.
El segundo Mediador de Poder usa un traje de batalla y puede proyectar rayos de energía de sus manos.

## Mediador de Poder, Inc.
Mediador de Poder, Inc. es una corporación criminal ficticia en el Universo Marvel que proporciona a las personas habilidades físicas sobrehumanas por un precio. La organización fue creada por Mike Carlin y Paul Neary.

### Historia de la organización ficticia
Mediador de Poder, Inc. fue fundada por Curtiss Jackson y Karl Malus. Mediador de Poder, Inc. se especializa en aumentar las fortalezas de cualquier persona a un nivel sobrehumano.

### Clientes de Mediador de Poder Inc.
Los siguientes personajes han sido clientes de Mediador de Poder Inc. y han pasado por el proceso de Mediador de Poder:
- Bantam II
- Battlestar
- Cruz
- Hombre Demolición
- Grapplers
  - Battleaxe
  - Cowgirl
  - Gladiatrix
  - Letha
  - Magilla
  - Poundcakes
  - Screaming Mimi
  - Sushi
  - Titania
- Hammerhand
- Hardball
- Paul Brokeridge
- Power Tools
  - Buzzsaw
  - Drill
  - Handsaw
  - Jackhammer
  - Pick Axe
  - Triphammer
  - Vice
- Sharon Ventura
- Sweatshop
- U.S. Agent
- Federación de Lucha de Clase Ilimitada
  - Armadillo
  - Blacksmith
  - Hector Lennox
  - Icepick
  - Jerome Johnson
  - Jersey Devil
  - Kid Stuff
  - Little John
  - Mangler
  - Red Zeppelin
  - Sawbones
  - Steamroller
- Vagabond

## En otros medios
El Mediador de Poder aparece en la miniserie de The Falcon and the Winter Soldier (2021), como un alias utilizado por Sharon Carter, interpretada por Emily VanCamp. Como el Mediador de Poder, se desempeña como juez, jurado y verdugo en Madripoor. En el episodio "The Star-Spangled Man", los Flag Smashers le roban un envío, por lo que envía a hombres contratados tras ellos. En el episodio "Power Broker", se revela que contrató al ex científico de Hydra, el Dr. Wilfred Nagel, después del Blip, para recrear el suero del súper soldado, que los Flag Smashers robaron y usaron para empoderarse. El estado de Carter como el Mediador de Poder se revela en el final de la serie "One World, One People", durante el cual mata a la líder de Flag Smashers, Karli Morgenthau, se reincorpora a la CIA después de ser indultada y contacta a un individuo misterioso para decirles que tiene acceso a los recursos del gobierno.